# Stigmatodactylus lamrii
Stigmatodactylus lamrii là một loài thực vật có hoa trong họ Lan. Loài này được (J.J.Wood & C.L.Chan) D.L.Jones & M.A.Clem. mô tả khoa học đầu tiên năm 2001.